# Xamiatus rubrifrons
Xamiatus rubrifrons is een spinnensoort in de taxonomische indeling van de bruine klapdeurspinnen (Nemesiidae).
Xamiatus rubrifrons werd in 1981 beschreven door Raven.